# Flusssystem
Ein Flusssystem (auch Flussnetz) ist die Gesamtheit aller Flüsse, die aus einem Hauptfluss und seinen direkten und indirekten Nebenflüssen besteht. Dabei sammelt sich das Wasser aus einer kaum überschaubaren Anzahl von Quellgerinnen, die sich zu immer größeren Fließgewässern vereinigen. Der Hauptstrang eines solchen verästelten Flusssystems ergibt sich, flussaufwärts betrachtet, an den vielen Vereinigungspunkten durch den jeweils voluminöseren, im Mittel mehr Wasser führenden Fluss. Diesem Hauptstrang folgt im Allgemeinen auch die historisch gewachsene Namengebung, wobei es allerdings sehr viele Ausnahmen gibt. Nach dem namentlich dominierenden Fluss ist zumeist auch das Flusssystem benannt. Das vom Flusssystem entwässerte Gebiet, das Einzugsgebiet, wird durch Wasserscheiden begrenzt. Flussnetze unterscheiden sich durch Merkmale wie Gewässerdichte, vorherrschende Verlaufsmuster oder typische Topologien ihres Gewässernetzes.
Im Unterschied zum Flusssystem, das die Gesamtheit der realen Wasserkörper eines Abflusssystems darstellt, steht in der Hydrographie und beim Wassermanagement der Begriff Flussnetz für ein theoretisches Konzept: So werden für eine Modellierung von Flussnetzen alle stehenden Gewässer (Seen) ignoriert und durch eine sie durchströmende Gewässerachse ersetzt, damit der Gewässerpfad (auch Gewässerstrang oder Gewässerroute) durchgehend ist. Für das Flussnetz ist primär das Fließverhalten von Belang. Die Gesamtheit aus Wasserkörpern (Gewässer im eigentlichen Sinne und Grundwasserkörper), deren Struktur als Gewässernetz und das Einzugsgebiet bezeichnet man als Gewässersystem (hydrologisches/hydrographisches System).

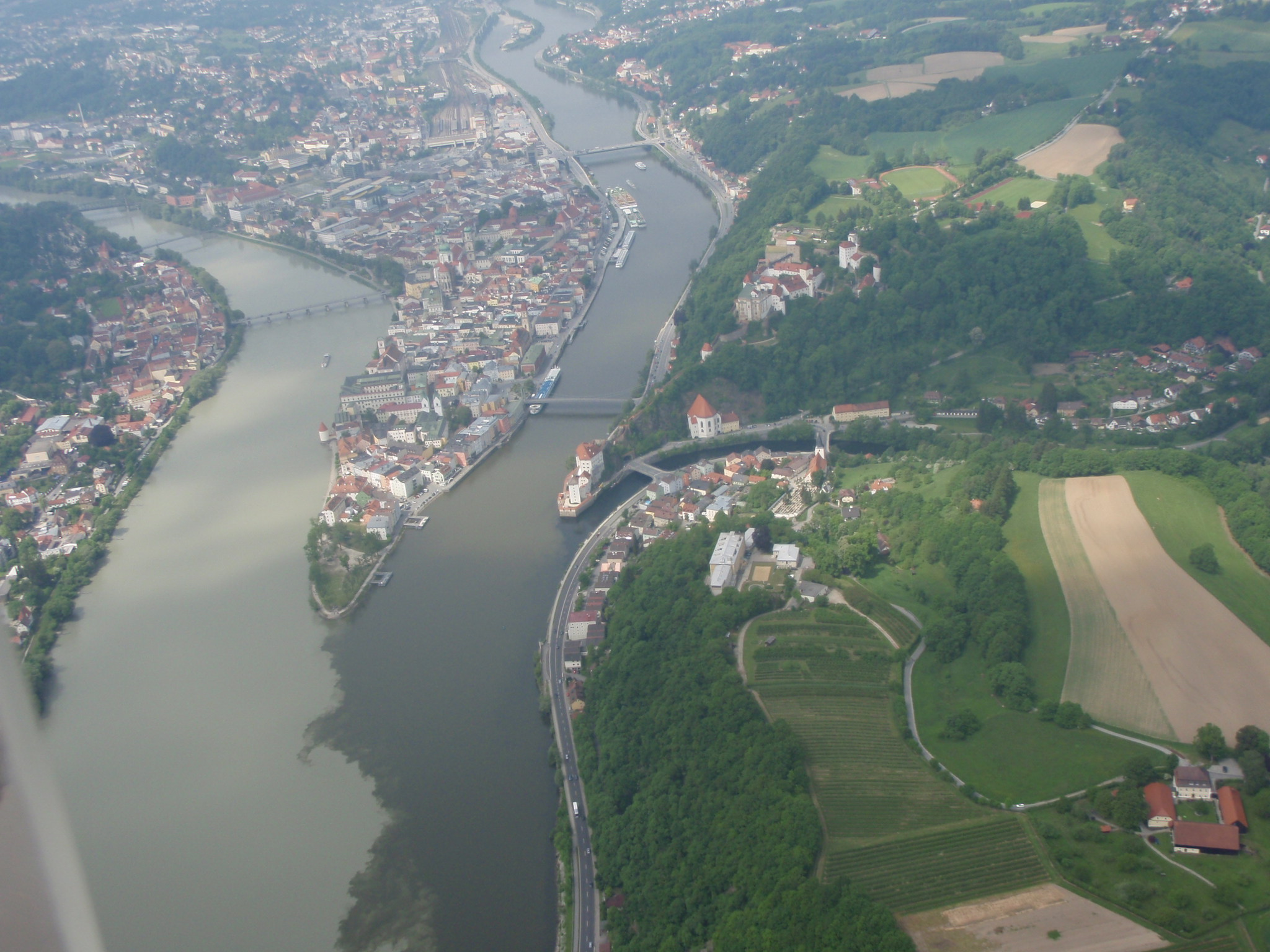
Mündungsort dreier Flüsse: Inn, Donau und Ilz in Passau

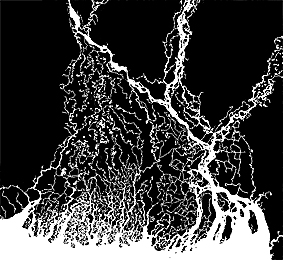
Mündungsgewässernetz Hugli, Ganges, Brahmaputra (Jamuna), Padma, Meghna

## Gewässersystematik

### Wichtige Fließstränge und Quellen
Der flussaufwärts über alle Mündungspunkte jeweils wasserreichere Strang ist gewässerkundlich der Hauptstrang eines Flusssystems und zumeist auch namentlich der Hauptfluss. Abweichungen von einer solchen Namensgebung gibt es häufig, wenn anstelle des Hauptstrangs zum Beispiel der Strang mit der größeren Richtungskonstanz den Namen beibehält oder derjenige Fluss, dessen Tal wirtschaftlich oder kulturell größere Bedeutung hatte. Wichtige Stränge können auch nach anderen quantitativen Kriterien bestimmt werden, wie etwa nach dem größeren Einzugsgebiet oder nach der größeren Länge, welche beide zu Zeiten ohne genaue Karten kaum präzise zu bestimmen waren. In Disputen um die Hauptquelle eines Flusses (Rheinquelle, Donauquelle) wird oft konkurrierend zum Kriterium der größeren Wasserführung das Kriterium der größeren Länge herangezogen.
Bei Flusssystemen mit an jedem Mündungspunkt deutlich erkennbarem Hauptstrang folgt diesem im Allgemeinen auch der – sprachgeschichtlich oft sehr alte – Flussname. Meistens ist dieser Strang zugleich auch der längste Fließweg. Fließen aber zwei Flüsse ähnlicher Größe zusammen, teilen sich hier, flussaufwärts gesehen, nicht selten Hauptstrang und längster Strang.
Zuweilen vereinigen sich zwei ähnlich große Flüsse, und ihr gemeinsamer Unterlauf trägt einen dritten Namen. Dann nennt man die zusammenfließenden Gewässer Quellflüsse des Unterlaufs; diese namentliche Besonderheit ist allerdings gewässerkundlich nur von geringem Belang. Beispiele solcher Drei-Namens-Zusammenflüsse, bei denen die Quellflusspaarungen im Übrigen recht unterschiedlich sein können, sind (sortiert nach dem Volumen am Zusammenfluss):
- Amazonas (28.400 m³/s): aus Marañón (10 % wasserreicher) und Ucayali (40 % länger)
- Rio Madeira (17.100 m³/s): aus Río Beni (8 % wasserreicher) und Río Mamoré (21 % länger)
- Nil (2440 m³/s): aus Blauem Nil (73 % wasserreicher) und Weißem Nil (113 % länger)
- Ganges (694 m³/s): aus Alaknanda (72 % wasserreicher) und Bhagirathi (79 % länger)
- Weser (117 m³/s): aus Fulda (34 % wasserreicher) und Werra (36 % länger)
- Rhein (113 m³/s): aus Hinterrhein (11 % wasserreicher) und Vorderrhein (6 % länger)
- Mulde (60,2 m³/s): aus Freiberger Mulde (33 % wasserreicher) und Zwickauer Mulde (35 % länger)
- Regnitz (25 m³/s): aus Rednitz (27 % wasserreicher) und Pegnitz (1 % länger)
- Main (13,9 m³/s): aus Weißem Main (96 % wasserreicher) und Rotem Main (16 % länger)
- Donau (9,3 m³/s): aus Breg (71 % wasserreicher, 14 % länger) und Brigach
- Saar (3,5 m³/s): aus Roter Saar (16 % wasserreicher, 1 % länger) und Weißer Saar

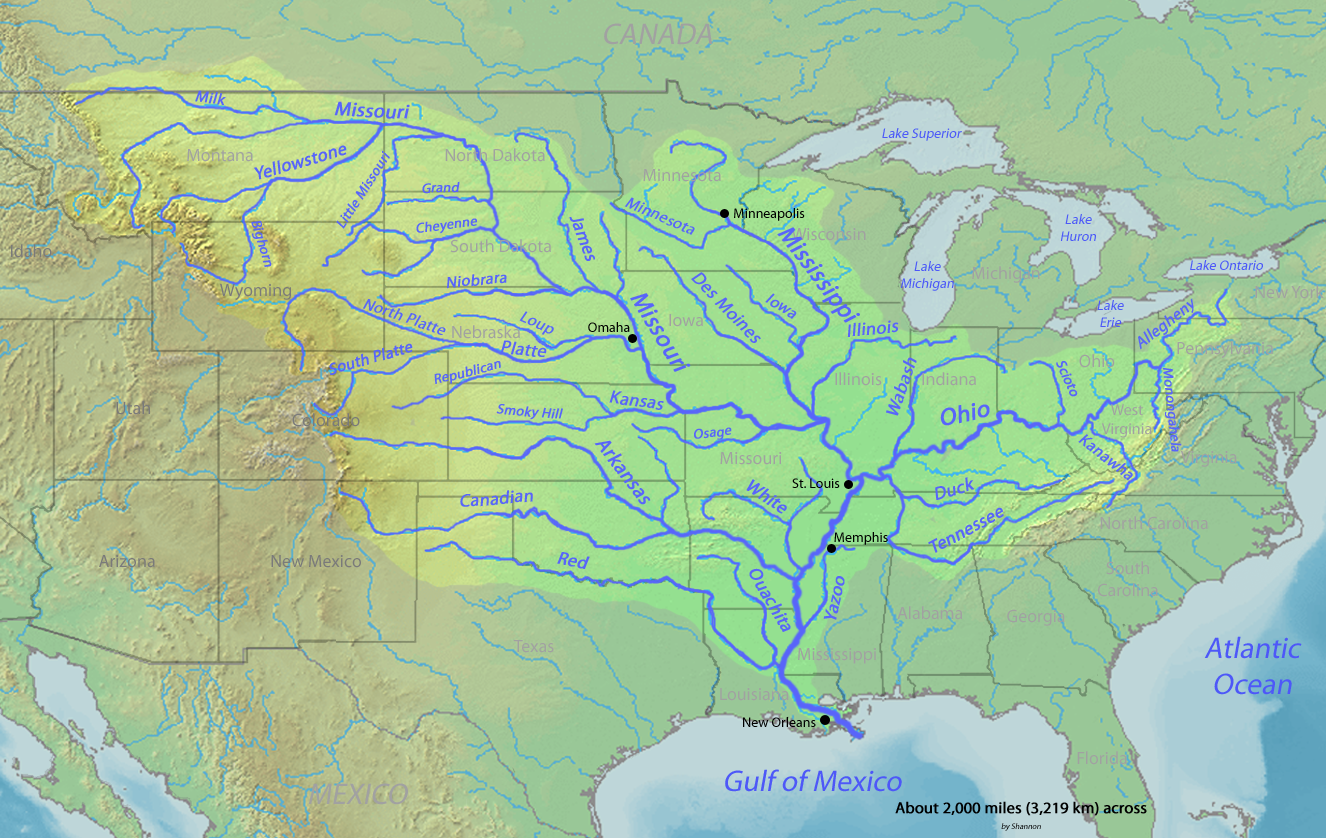
Flusssystem des Mississippi, aufgehellt: Einzugsgebiet

Beispiele, bei denen Hauptstränge unterhalb eines Zusammenflusses weiter den Namen des – nach gewässerkundlichen Kriterien – Nebenflusses führen, bietet der Artikel Nebenfluss.
Bei großen Flusssystemen fallen die nach den Kriterien größerer Wasserführung, größeren Einzugsgebietes oder größerer Länge definierten Stränge eines Flusssystems oftmals auseinander. Begünstigt wird diese Inkongruenz, wenn sich die Einzugsgebiete der Oberläufe über Klimazonen unterschiedlicher Aridität erstrecken. In besonderem Maße ist das beim Blauen und Weißen Nil der Fall. Typisch hierfür ist auch die Situation im Stromgebiet des Mississippi: Der Namensstrang zieht hier ungefähr die Mittelachse des Flusssystems, er beginnt wenig oberhalb des Itascasees; dagegen beginnt der längste Fließweg im niederschlagsarmen Westen an der Quelle des Red Rock River und läuft über den Missouri; der Hauptstrang wiederum entsteht im niederschlagsreichen Osten an der Quelle des Allegheny und läuft weiter über den wasserreichen Ohio zum Lower Mississippi.  

#### Hauptstrang nach Namen
Der durch die historisch gewachsene Namengebung hervorgehobene Fließweg deckt sich somit nicht immer mit dem gewässerkundlich definierten Hauptstrang. Im nicht seltenen Fall wechselnder Namen im Verlauf des Hauptflusses muss zwangsläufig nur ein Flussabschnittsname stellvertretend für das Flusssystem und dessen Hauptstrang stehen. Beispielsweise steht der Abschnittsname Brahmaputra üblicherweise auch für die Abschnitte Tsangpo und Dihang im Oberlauf und Jamuna im Unterlauf, seltener jedoch auch für die folgenden Abschnitte Padma und Lower Meghna. Im Falle des Mobile River bezeichnet der Name nur die mündungsnahe Sammelader eines Flusssystems, dessen Hauptstrang nacheinander die Namen Cartecay, Coosawattee, Oostanaula, Coosa, Alabama und Mobile River führt. Flussnamen sind zur Festlegung von Haupt- und Nebenflüssen somit nur eingeschränkt geeignet.

#### Hauptstrang nach Volumen
Der am jeweiligen Mündungspunkt augenscheinlich größere Fluss ist im Allgemeinen der mit dem größeren mittleren Durchfluss (MQ). Der sich so ergebende hydrologische Hauptstrang eines Flusssystems deckt sich daher zumeist mit der überkommenen Namengebung in einem Flusssystem. In vielen Klimaten der Erde ist allerdings der mittlere Niedrigwasserabfluss (MNQ) genauso prägend für das Erscheinungsbild eines Flusses. So sind beispielsweise die Saar bei der Einmündung der Blies und die Donau bei Einmündung des Inn nach den MNQ-Werten die größeren Flüsse, nicht aber nach den MQ-Werten, welche die namentlichen Nebenflüsse Blies und Inn zu Teilstrecken des jeweiligen hydrologischen Hauptstrangs im Saar- bzw. Donausystem machen (infolge ihrer größeren Hochwasseranteile).

#### Hauptstrang nach Länge
Die Längenangaben von Flüssen werden uneinheitlich gehandhabt. Neben Längenangaben, die sich nur auf den kürzeren namentlichen Fließweg beziehen wie beispielsweise oft beim Orinoco oder der Weser, findet man, besonders bei den großen Strömen der Erde, zunehmend Längenangaben, die sich auf den längsten Fließweg beziehen, der im zugehörigen Flusssystem vorkommt. Bei verzweigtem, Inseln einschließendem Verlauf wird allerdings entlang der Hauptrinne gemessen. Bei Mündungsverzweigungen findet man Messungen teils entlang der Hauptrinne, teils entlang des längsten Mündungsarmes. Beispielsweise existieren für den Ganges Längenangaben nicht nur bis zum Zusammenfluss mit der Jamuna (Brahmaputra), sondern auch einschließlich des längeren Mündungsarms Hugli.

#### Hauptstrang nach oberirdischem Einzugsgebiet
Der Hauptstrang mit dem, flussaufwärts gesehen, jeweils größeren Einzugsgebiet richtet das Augenmerk auf die potentielle Größe eines Flusses, unabhängig von der Abflussspende und damit der aktuellen klimatischen Situation. Dieser Flächenwert ist weniger variabel als Abfluss und Länge. Unschärfen bleiben, wo die Wasserscheide durch eine Ebene verläuft. Bei großflächig durchlässigem Gestein ist das oberirdische Einzugsgebiet von geringem Belang.

### Abgrenzung von Flusssystemen
Flusssysteme sind getrennt durch Wasserscheiden, deren Lage ist jedoch nicht immer stabil. Außerdem können benachbarte Systeme auf verschiedene Weise miteinander verbunden sein und in Wechselwirkung stehen.

#### Abgrenzungsprobleme in Ebenen
In Schwemmlandebenen kann hoher Wasserstand des einen Flusssystems dazu führen, dass Wasser in ein benachbartes Gebiet übertritt und umgekehrt. Dies kommt beispielsweise bei mehreren Nebenflüssen des Amazonasgebietes vor wie auch im Bereich der Oberen Meghna in Bangladesh. Auch die Grenze zwischen Unterweser- und Jadegebiet ist in dieser Weise veränderlich. In wenigen Fällen berührt der Hauptfluss selbst eine Wasserscheide, was zu einer zeitweisen oder dauerhaften Stromteilung (Bifurkation) führen kann. Bekanntestes Beispiel ist der Casiquiare, der die Flusssysteme von Orinoco und Amazonas verbindet. Aber auch im Flusssystem des Rheins hat der Mündungsarm IJssel Bifurkationscharakter. Aus einer Bifurkation kann eine dauerhafte Laufveränderung hervorgehen (Avulsionen aufgrund eigener Dynamik, Flussanzapfungen eher durch größere Dynamik benachbarter Flusssysteme).

#### Abgrenzungsprobleme in Gebieten mit verkarstetem oder lockerem Gestein
Die Donauversinkung ist ein Beispiel für unterirdischen Kontakt von Flusssystemen. Das betroffene Einzugsgebiet von rund 900 Quadratkilometern gehört oberirdisch zum Flusssystem der Donau, während des jährlich mehrmonatigen Trockenfallens aber faktisch allein zum Flusssystem des Rheins. In kleinerem Maße können auch in lockeren Sedimenten die Wasserscheiden unterirdisch verschoben sein. Unter den meisten Trockentälern am Beginn der südwärts zur Aller entwässernden Flüsse der Südheide fällt die Grundwasseroberfläche nach Norden ab zu den tiefer liegenden, zur Elbe gerichteten Tälern.

#### Klimatisch bedingte Veränderlichkeit
In wechselfeuchten Klimaten wird die zeitliche Variabilität von Flusssystemen augenfällig. Beispielsweise zerfällt das Flusssystem des Amur zumeist in zwei Teilsysteme, die sich nur in niederschlagsreichen Jahren vereinigen. Dann erreicht der normalerweise in einem See endende Kerulen den Amur, der damit von 4444 Kilometern auf 5052 Kilometer Länge zunimmt. Das fast 2000 Kilometer lange Flusssystem aus Río Salado del Oeste (oder Río Desaguadero) und Río Colorado in Argentinien kann sogar in vier oder mehr aktive Teile zerfallen, wobei im 20. Jahrhundert, auch wegen der zunehmenden Nutzung für Bewässerungslandbau, die Einmündung in den Colorado fast immer trocken lag.

#### Veränderlichkeit durch menschliche Eingriffe
Wasserbauliche Projekte wie Kraftwerkszuleitungen, Bewässerungskanäle oder Schifffahrtskanäle haben viele Flusssysteme und ihren Wasserhaushalt stark verändert. Ströme wie Colorado River, Nil, Niger oder Oranje erreichen nur noch mit stark verminderter Wasserführung das Meer, andere wie Tarim oder Amu Darja versiegen zunehmend früher, womit sich das aktive Flusssystem von unten her verkleinert.
In Deutschland sind beispielsweise die mittleren Abflüsse von Isar und Loisach durch das Walchenseekraftwerk stark verändert worden, und der Nord-Ostsee-Kanal hat das Flusssystem der Eider zweigeteilt. In den Niederlanden war aus Hochwasserschutzgründen die Maas von 1904 bis 1970 direkt der Nordsee zugeleitet worden, was sie in dieser Zeit aus dem Flusssystem des Rheins herausgelöst und zu einem eigenständigen Strom gemacht hat. (Maas und Rhein sind noch heute administrativ in zwei Flussgebietseinheiten aufgeteilt.)

### Hierarchisierungsmodelle
Als Basis zur quantitativen Betrachtung von Flusssystemen sind verschiedene Systeme von Flussordnungszahlen entwickelt worden, zuerst in einer Veröffentlichung von Horton im Jahr 1945. Er untersuchte die Organisation von Flusssystemen und stellte eine Reihe von Richtlinien auf, die als Hortonsches Ordnungssystem bekannt wurde. Auch heute verwendete Einteilungen gehen auf dieses System zurück, das in den 1950er Jahren durch Strahler modifiziert wurde.

## Grundrissmuster von Flusssystemen

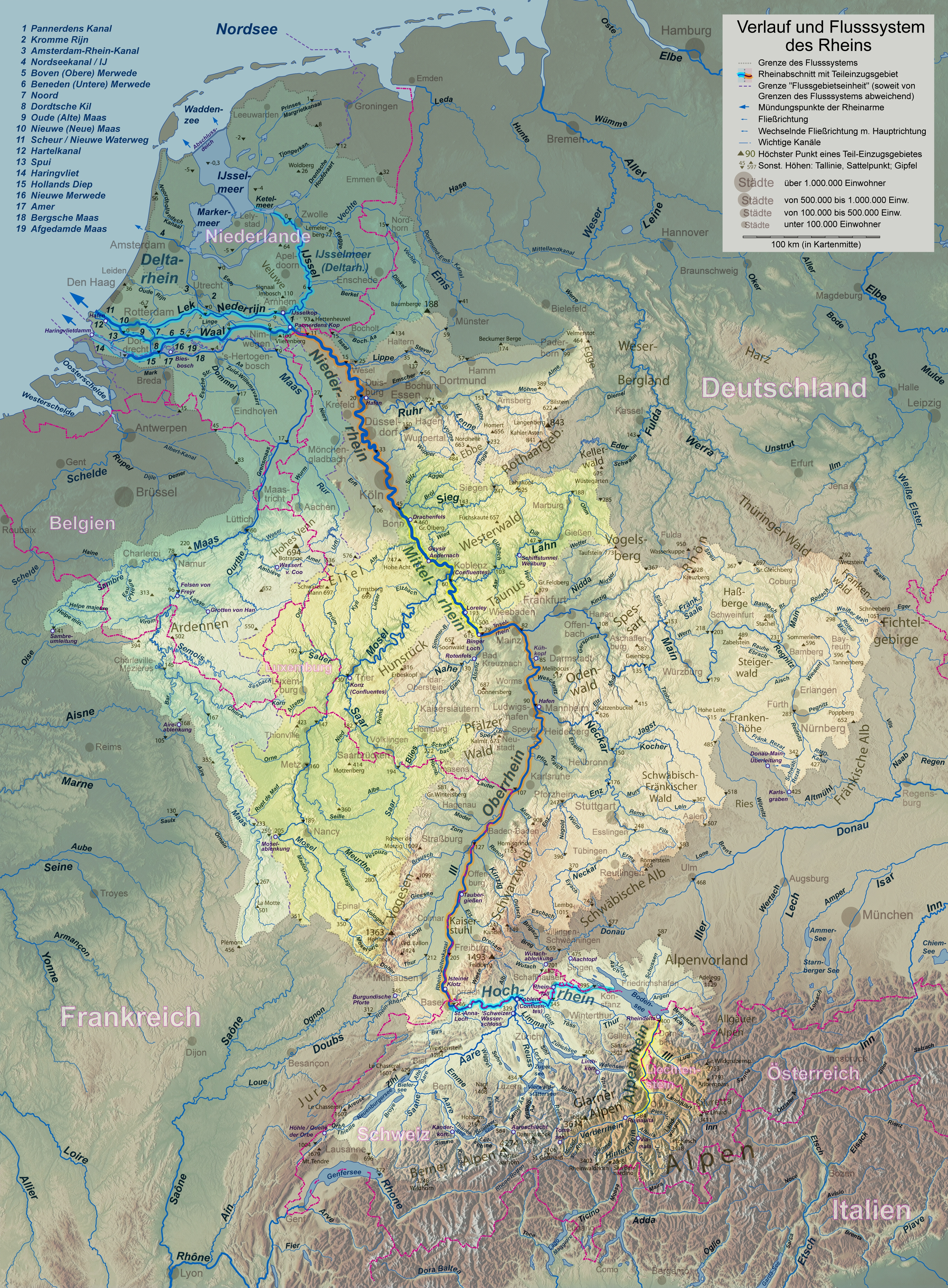
Das Flusssystem des Rheins zeichnet viele ältere Entwässerungsrichtungen nach

Flusssysteme werden nach der Geometrie der zugehörigen Flussläufe in folgende Haupttypen untergliedert (siehe auch: Fluss):
- chaotisches Flussnetz
- dendritisches Flussnetz
- paralleles Flussnetz
- radiales Flussnetz
- rechtwinkliges Flussnetz
- spalierartiges (appalachisches) Flussnetz

Die Bezeichnungen der einzelnen Grundrissmuster wurden 1932 in den USA von Emilie R. Zernitz aufgestellt. Bis auf das dendritische Flussnetz sind diese Verlaufsmuster überwiegend von Gegebenheiten des Untergrundes beeinflusst.
Flüsse, die das Meer auf kürzerem Wege erreichen als benachbarte mit längerer Fließstrecke, sind erosionsstärker und tragen ihr Einzugsgebiet im Mittel stärker ab. Infolgedessen entstehen an den Rändern des Einzugsgebietes vermehrt Situationen, wo Flussanzapfungen hin zum tiefer liegenden Gebiet stattfinden können. Dadurch ergeben sich immer wieder Laufverkürzungen und eine Tendenz hin zu einem nahezu abflussoptimalen dendritischen Netz.
Dennoch haben Fließwege eine starke Beharrungstendenz, da ein Fluss in seinem Tal gefangen ist, selbst wenn es nur gerade tief genug ist, die höchsten Hochwässer abzuführen. Daher können Flussverläufe die Bedingungen, denen sie ihr Entstehen verdanken, noch widerspiegeln, obwohl, etwa durch weiteres Einschneiden in den Untergrund (Epigenese), inzwischen andere Gegebenheiten vorherrschend sein können. Das Flusssystem des Rheins ist ein Beispiel für ein wachsendes Flusssystem, dessen früher zum benachbarten Donausystem gehörenden Teile noch gut an ihren alten Abflussmustern erkennbar sind.

## Bedeutende Flusssysteme
| Name des Hauptflusses                                            | Länge [km] | Einzugs- gebiet [km²] | Abfluss am Maximalpunkt [m³/s] |
| Afrika                                                           | Afrika     | Afrika                | Afrika                         |
| ---------------------------------------------------------------- | ---------- | --------------------- | ------------------------------ |
| Kongo                                                            | 4835       | 3.779.000             | 41.800                         |
| Nil (längster Fluss der Erde)                                    | 6852       | 3.255.000             | 2660                           |
| Niger                                                            | 4184       | 2.262.000             | 6000                           |
| Sambesi                                                          | 2574       | 1.325.000             | 7070                           |
| Oranje                                                           | 2360       | 973.000               | 370                            |
| Okavango                                                         | 1800       | 721.000               | 475 a                          |
| Amerika                                                          |            |                       |                                |
| Amazonas (wasserreichster Fluss der Erde)                        | 6448       | 6.112.000             | 206.000                        |
| Mississippi                                                      | 6051       | 2.981.000             | 18.400                         |
| Río Paraná                                                       | 3998       | 2.583.000             | 17.300                         |
| Mackenzie                                                        | 4260       | 1.743.000             | 10.700                         |
| Nelson River                                                     | 2671       | 1.093.000             | 3490                           |
| Sankt-Lorenz-Strom b                                             | 2421       | 1.030.000             | 10.400                         |
| Orinoco                                                          | 3010       | 954.000               | 35.000                         |
| Yukon                                                            | 3185       | 854.700               | 6430                           |
| Rio São Francisco                                                | 3199       | 618.000               | 2940                           |
| Asien                                                            |            |                       |                                |
| Ob                                                               | 5410       | 2.972.000             | 12.500                         |
| Jenissej                                                         | 5500       | 2.554.000             | 19.600                         |
| Lena                                                             | 4295       | 2.307.000             | 17.100                         |
| Amur d                                                           | 4444       | 1.930.000             | 11.400                         |
| Meghna c                                                         | 3450       | 1.722.300             | 36.500                         |
| Jangtse                                                          | 6380       | 1.722.200             | 31.900                         |
| Schatt al-Arab                                                   | 3596       | 1.125.000             | 1750                           |
| Indus                                                            | 3180       | 1.082.000             | 7160                           |
| Ganges (Teilsystem des Meghna-Systems)                           | 2620       | 1.016.000             | 13.000                         |
| Mekong                                                           | 4500       | 795.000               | 15.000                         |
| Huang He („Gelber Fluss“)                                        | 4845       | 752.000               | 2570                           |
| Brahmaputra (Im Unterlauf Jamuna, Hauptstrom des Meghna-Systems) | 3100       | 651.000               | 21.200                         |
| Australien                                                       |            |                       |                                |
| Murray                                                           | 3672       | 1.059.000             | 748                            |
| Europa                                                           |            |                       |                                |
| Wolga                                                            | 3534       | 1.360.000             | 8064                           |
| Donau                                                            | 2857       | 817.000               | 6900 e                         |
| Dnjepr                                                           | 2201       | 532.000               | 1670                           |
| Ural                                                             | 2428 f     | 244.000               | 297                            |
| Rhein                                                            | 1239       | 218.300               | 2450                           |

### Beispiele komplexer Flusssysteme

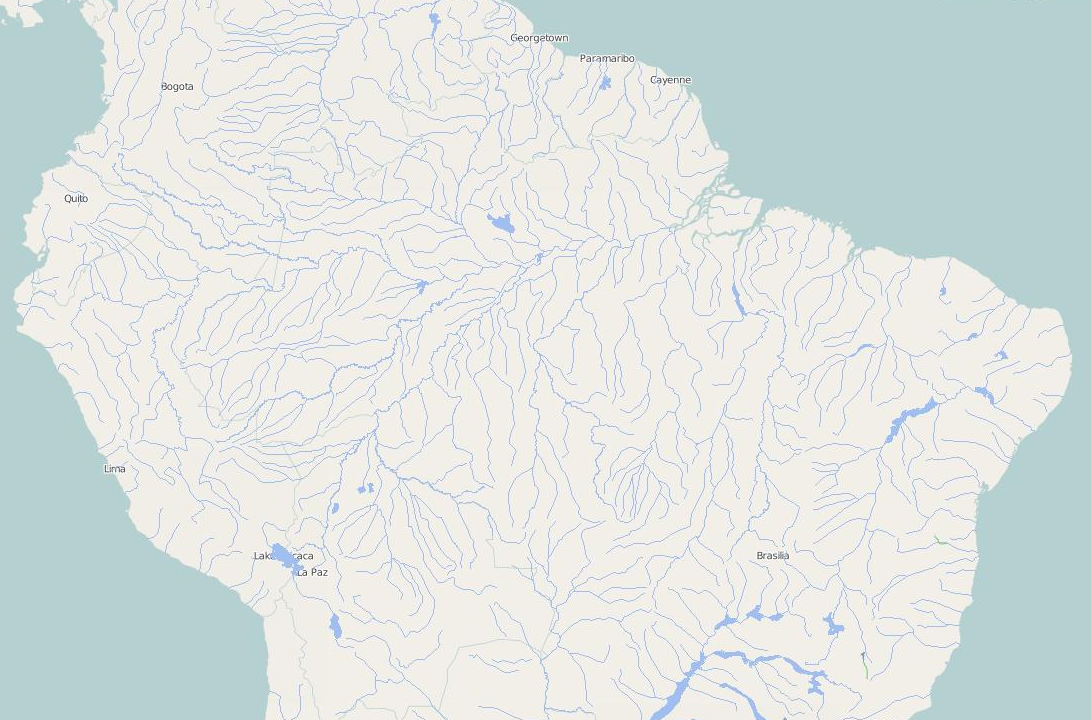
Das Flusssystem des Amazonas

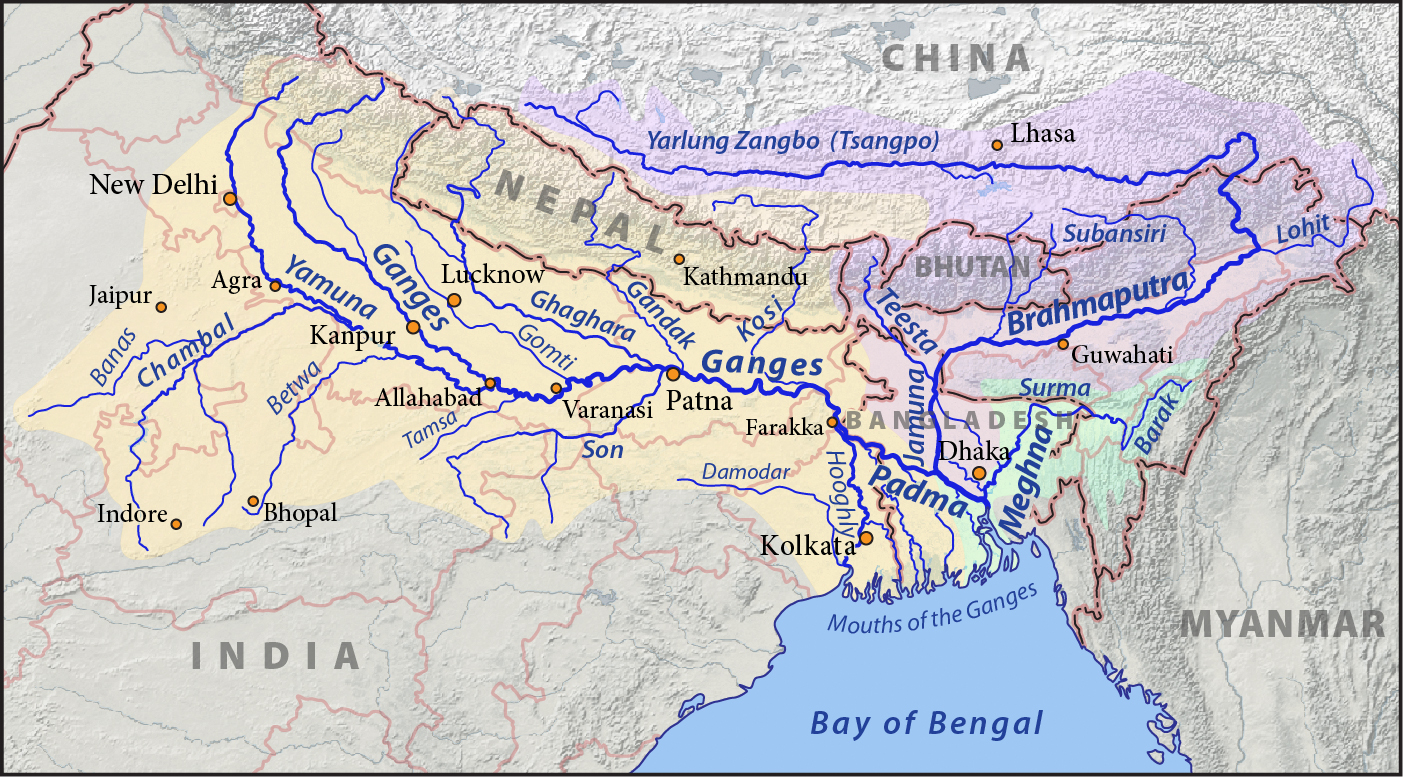
Das gemeinsame Flusssystem von Ganges, Brahmaputra und Meghna

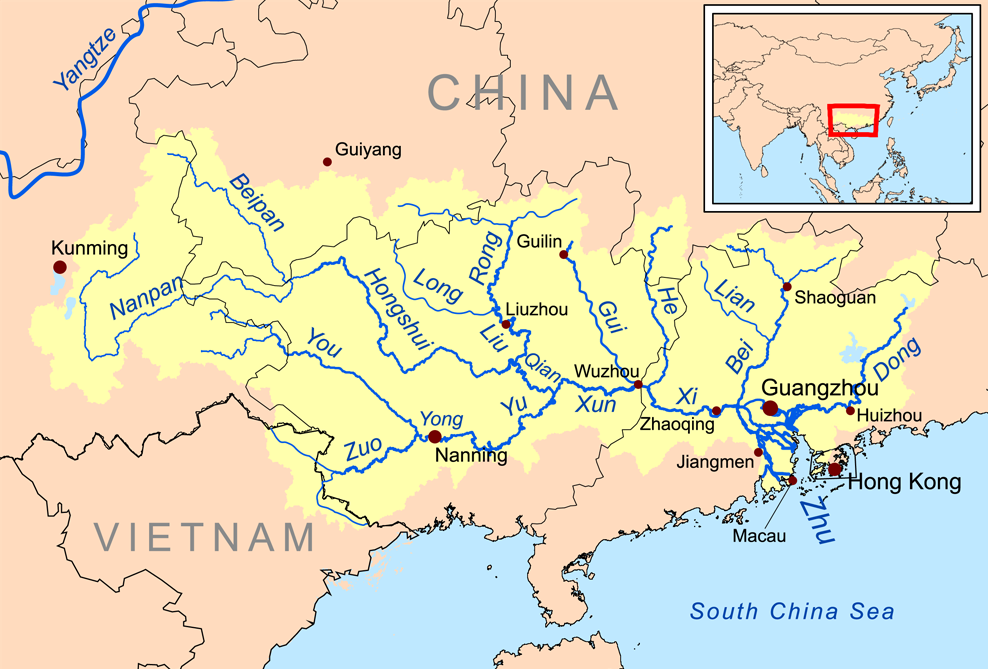
Das Flusssystem des Perlflusses (Zhu)

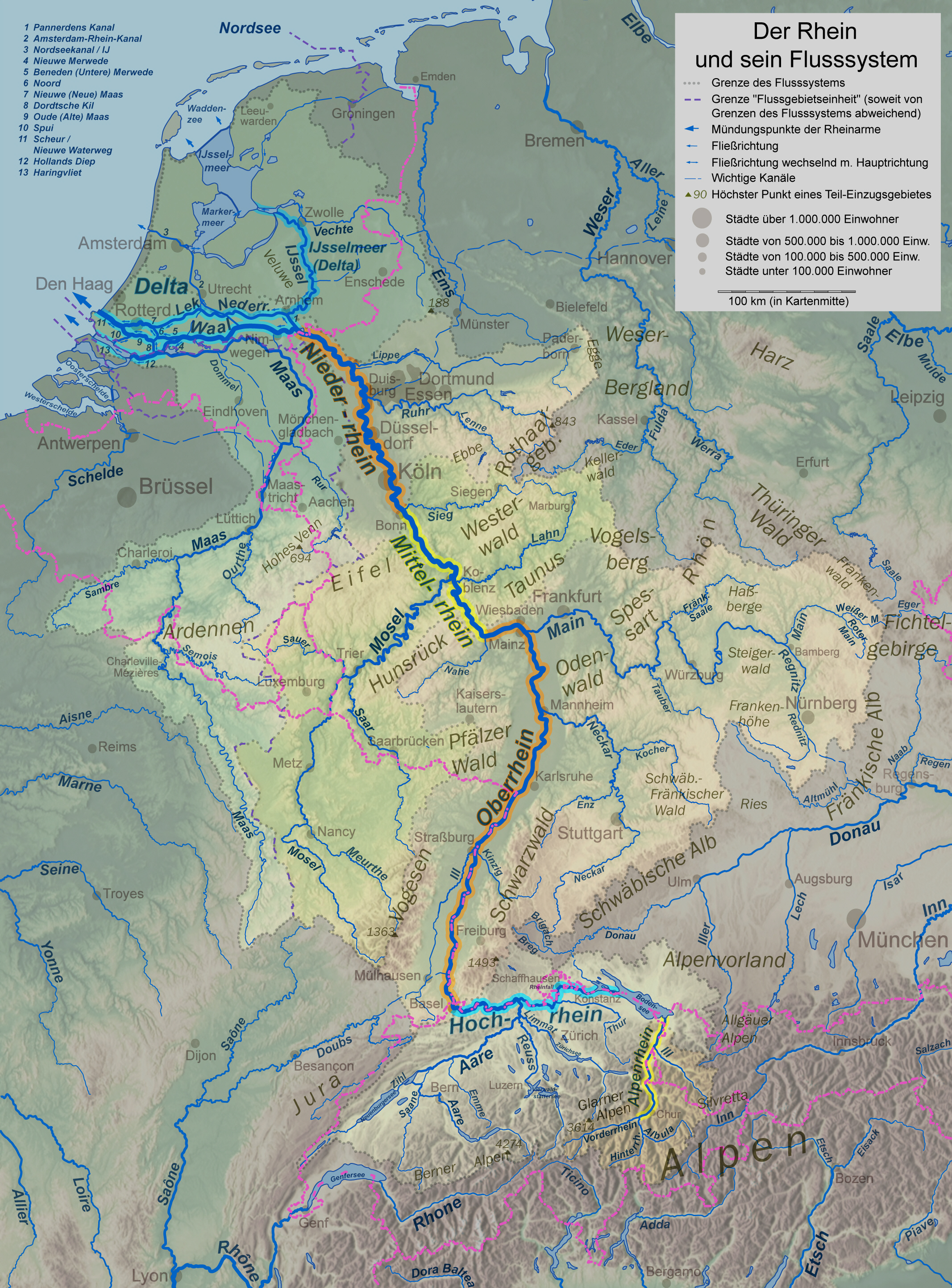
Das Flusssystem des Rheins

#### Flusssystem des Amazonas
Das mit Abstand größte Flusssystem der Welt führt dem Atlantik rund 206.000 m³/s zu. Das westliche Tiefland des Amazonas ist ein Teil der Vorlandsenke östlich der Anden. Die Übergänge zu den nördlich und südlich angrenzenden Ebenen der gleichen Vorlandsenke sind so unmerklich, dass es nicht nur im Norden zur Flussbifurkation am Orinoco gekommen ist; auch im Süden gibt es eine Bifurkation an der Grenze zum Einzugsgebiet des Río Paraguay.
Im Mündungsgebiet gibt es unscharfe Übergänge zur Meeresbucht Rio Pará, in die der Rio Tocantins mündet. Oft werden beide dem Flusssystem des Amazonas zugeschlagen, was aber angesichts der schmalen, im Wesentlichen von Gezeiten bestimmten Verbindungskanäle kaum haltbar ist.(Dennoch haben peruanische und brasilianische Wissenschaftler eine Längenmessung des Amazonas auf längstmöglichem Wege bis über den benachbarten Rio Pará hinaus vorgenommen und so den Amazonas als längsten Fluss der Welt reklamiert.)
Das Flussnetz ist, bis auf den Bereich mit parallelen Anden-Gebirgsketten, nahezu dendritisch, zeigt aber im ebenen Vorlandbereich Übergänge zu einer Parallelstruktur.

#### Ganges-Brahmaputra-Flusssystem
Das mit rund 37.500 m³/s wasserreichste Flusssystem Asiens war noch vor wenigen Jahrhunderten aufgeteilt in die nahezu selbständigen Systeme von Ganges und Brahmaputra. Der Brahmaputra floss weiter östlich in den Golf von Bengalen. Der heutige gemeinsame Mündungsbereich heißt weiterhin Gangesdelta. Seit den Verlagerungen der Hauptströme besonders im 18. Jahrhundert, die den heute 230 Kilometer langen gemeinsamen Hauptast aus Padma und Unterer Meghna hervorgebracht haben, ist der wasserreichere (und längere) Brahmaputra der Hauptstrang des Systems. Zur Monsunzeit kann sich im Grenzbereich von Altem Brahmaputra und Oberer Meghna ein gemeinsamer Hochwasserspiegel bilden, der die Flussgebietsgrenzen fließend werden lässt. Da sich vom Ganges vor der Vereinigung Mündungsarme abspalten (mit gut 1000 m³/s), ist der gesamte Wasserstrom des Flusssystems nirgends in einem Flussbett vereinigt.
Das Flussnetz ist durch die Gebirgsriegel des Vorderen Himalaya gekennzeichnet, welche die Abflusswege zu den Tiefländern in wenigen antezedenten Durchbruchstälern bündeln und den Oberlauf des Brahmaputra (Tsangpo) zu einem langen Umweg zwingen. In den Ebenen herrschen nahezu parallele Entwässerungsmuster vor.

#### Flusssystem des Perlflusses
Das Flusssystem des Perlflusses ist nach der Meeresbucht benannt, in die drei Ströme in einem verflochtenen Gewässernetz ganz oder teilweise münden. Der dominierende Strom ist der Xī Jiāng (Westfluss). Dieser mit im Mittel 7410 m³/s zweitwasserreichste Fluss Chinas erreicht mit seinem rechten Arm das Meer direkt und mit seinen linken Armen rechte Mündungsarme des Bei Jiang (Nordfluss, 1200 m³/s), der wiederum teilweise mit dem Dong Jiang (Ostfluss, 800 m³/s) zusammenfließt, bevor beide die Perlfluss-Bucht erreichen. Da die wesentlichen Arme des Nordflusses den Westfluss vor und nach dessen Stromgabelung erreichen, kann er mit gutem Grund als Nebenfluss des Westflusses angesehen werden. (Die Abflussangaben zum Westfluss schließen ihn jedoch zumeist nicht ein.) Der Ostfluss hat dagegen keine unmittelbare Berührung mit dem Westfluss und kann so auch als eigenes Flusssystem gelten.

#### Flusssystem des Rheins
Das Flusssystem des Rheins ist durch zahlreiche deutliche Richtungswechsel seiner Haupt- und Nebenstränge gekennzeichnet; es sind Spuren der bis heute anhaltenden starken Ausweitung auf Kosten des höher liegenden oberen Donausystems (Urdonau). Über den größten Nebenfluss, die Aare, verläuft der Hauptstrang des Systems. Der längste Fließweg beginnt mit dem Medelser Rhein und endet an den Schleusen des IJsselmeer-Abschlussdeichs. Vor Aufnahme des längsten Nebenflusses, der Maas, verliert der Rhein eine ähnlich große Wassermenge an die IJssel, die in einer Bifurkation das Stromgeflecht des Rheindeltas nach Norden verlässt. So führt das Flusssystem des Rheins zwar im Mittel rund 2900 m³/s Wasser der Nordsee zu, der verflochtene Strom selbst vereint jedoch nirgends mehr als 2450 m³/s und eine einzelne Stromrinne nie mehr als im Mittel 2300 m³/s. Die Abflussanteile der Rheinmündungsarme werden vollständig durch die Deltawerke gesteuert.

### Beispiele ehemaliger Flusssysteme
Das Flusssystem des Rheins war während der eiszeitlichen Meeresspiegeltiefstände wesentlich größer als heute und umfasste auch die Themse. Sein Wasser floss im Falle stauenden nordischen Inlandeises über das Gebiet des trockenliegenden Ärmelkanals in den Atlantik ab und nahm dabei auch die Seine auf.
Nach einer strittigen Hypothese könnte das bisher größte Flusssystem der Welt ein Uramazonas gewesen sein, der einst auf dem Superkontinent Gondwana nach Westen floss und sich bei dessen Auseinanderbrechen in die Flusssysteme des Niger und des heutigen Amazonas aufspaltete.